# Promachus hirsutus
Promachus hirsutus är en tvåvingeart som beskrevs av Ricardo 1925. Promachus hirsutus ingår i släktet Promachus och familjen rovflugor.
Artens utbredningsområde är Zimbabwe. Inga underarter finns listade i Catalogue of Life.